# Proklamacja niepodległości Izraela
Proklamacja niepodległości Izraela odbyła się 14 maja 1948 o godzinie 16.00 w Domu Dizengoffa (Sala Niepodległości) w Tel Awiwie. W następstwie podpisania Deklaracji Niepodległości powstało żydowskie państwo Izrael utworzone na podstawie rezolucji Zgromadzenia Ogólnego ONZ nr 181 z dnia 29 listopada 1947. Powstało ono na części terytorium byłego brytyjskiego Mandatu Palestyny.
W dniu tym w Izraelu obchodzi się święto państwowe Dzień Niepodległości Izraela (hebr. ‏יום העצמאות‎, Jom Ha-Acmaut). Jest ono obchodzone według kalendarza żydowskiego w dniu 5 ijar. W tym samym dniu Arabowie obchodzą „Dzień Katastrofy” (arab. ‏يوم النكبة‎, al-Nakba).

## Tło wydarzenia
Podczas I wojny światowej brytyjski minister spraw zagranicznych Arthur Balfour złożył 2 listopada 1917 deklarację Balfoura, w której wyrażał brytyjskie poparcie dla utworzenia w Palestynie „żydowskiej siedziby narodowej”. W wyniku walk toczonych w latach 1917–1918 Brytyjczycy pokonali wojska tureckie i zajęli całość terytorium Palestyny, Syrii i Libanu. Po wojnie odbyły się kolejne Konferencja w Paryżu i Konferencja w San Remo, w wyniku których 25 kwietnia 1920 formalnie przyznano Wielkiej Brytanii Mandat Palestyny, a Francji przyznano Mandat Syrii i Libanu. W preambule mandatu Palestyny było napisane: 
„Dowództwo Sił Sojuszniczych Ententy uzgodniło, że Mandat musi być obowiązkowo odpowiedzialny za wprowadzenie w życie pierwotnej deklaracji Rządu Jej Królewskiej Mości z dnia 2 listopada 1917, zaakceptowanego przez mocarstwa, na rzecz stworzenia w Palestynie siedziby narodowej dla narodu żydowskiego, przy czym zrozumiałe jest, że nie powinno być nic zrobionego, co naruszałoby prawa cywilne i religijne istniejących nie-żydowskich społeczności w Palestynie, lub prawa i status polityczny z którego korzystają Żydzi w jakimkolwiek innym państwie”.
Brytyjczycy od samego początku usiłowali prowadzić wyważoną politykę w Palestynie. Było to niezwykle trudne wobec nieustannie rosnącego osadnictwa żydowskiego, które budziło coraz większe niezadowolenie społeczności arabskiej. W latach 1936–1939 doszło do największych wystąpień arabskich, które przerodziły się w powstanie. W 1937 raport o przyczynach wybuchu rozruchów i sposobach rozwiązania sytuacji przedstawiła Królewska Komisja Palestyny, na czele której stał Lord William Peel. Jako jedyne rozwiązanie konfliktu wskazano odseparowanie obu zwaśnionych ze sobą społeczności w dwóch państwach: mniejszym żydowskim (około 15% terytorium) i większym arabskim, z osobną strefą Jerozolimy pozostającą pod nadzorem międzynarodowym. Strona żydowska wykazała zainteresowanie tym planem i wyraziła gotowość współpracy. Przedstawiono przy tym własną koncepcję przebiegu granic państwowych, która wiązała się z koniecznością przesiedlenie części ludności arabskiej poza granice państwa żydowskiego (na wzór wymiany ludności pomiędzy Grecją a Turcją). Natomiast Arabowie odrzucili propozycje, zapowiadając kontynuację walki aż do uzyskania pełnej arabskiej samodzielności. W 1938 rząd brytyjski wysłał do Palestyny Komisję Podziału Palestyny, na czele której stał sir John Woodhead. Jej raport zawierał trzy propozycje przebiegu granic: plan A był powtórzeniem raportu Komisji Peela, natomiast plan B i plan C różniły się od siebie wielkością terytorium pozostawionego pod kontrolą brytyjską. Żaden z tych planów nie zadowolił obu stron, wobec tego zaproszono przedstawicieli obu społeczności do Londynu, na dodatkowe rozmowy. Konferencja St. James okazała się jednak bezowocna.
Po zakończeniu II wojny światowej, w specjalnych obozach dla przesiedleńców rozproszonych po całej Europie znalazło się około 250 tys. ocalonych z zagłady Żydów. Usiłowali oni różnymi drogami przedostać się do Palestyny, napotykali jednak na poważne utrudnienia ze strony brytyjskich władz mandatowych. Anglo-Amerykańska Komisja Śledcza przedstawiła w 1946 raport zalecający natychmiastowe zezwolenie 100 tys. żydowskim uchodźcom wjazd do Palestyny. Pomimo to Brytyjczycy utrzymali swoje ograniczenia, a nowy brytyjski premier Clement Richard Attlee zapowiedział w lipcu 1945, że rząd Jej Królewskiej Mości nie zamierza zmienić swojej polityki odnośnie do żydowskiej imigracji do Palestyny. W tej sytuacji przywódcy żydowscy podjęli decyzję o uznaniu Brytyjczyków za głównych wrogów w Palestynie. Wszystkie trzy główne żydowskie organizacje (Hagana, Irgun i Lechi) rozpoczęły atakowanie obiektów brytyjskiej administracji. Do najgłośniejszego zamachu doszło 22 lipca 1946, kiedy Irgun wysadził Hotel King David w Jerozolimie, który był siedzibą brytyjskiego sztabu wojskowego. W zamachu zginęło 91 osób, a 45 zostało rannych. Po zamachu brytyjskie władze zaostrzyły represje wobec żydowskiej społeczności w Palestynie, oraz utworzyły na Cyprze obozy dla internowanych nielegalnych żydowskich imigrantów. Sytuacja wymagała, aby British Army utrzymywała ponad 100 tys. żołnierzy w Palestynie. Równocześnie brytyjski rząd, za pośrednictwem ministra spraw zagranicznych Ernesta Bevina zrzekł się 14 lutego 1947 roli mediatora w narastającym konflikcie żydowsko-arabskim.

### Sprawa Palestyny w ONZ

Plan podziału Palestyny uchwalony przez ONZ w 1947

2 kwietnia 1947 sprawa Palestyny została poddana pod obrady Zgromadzenia Ogólnego Organizacji Narodów Zjednoczonych. Od 28 kwietnia do 15 maja 1947 trwała I Sesja Specjalna Zgromadzenia Ogólnego NZ w sprawie Palestyny, która powołała Specjalny Komitet Narodów Zjednoczonych ds. Palestyny (ang. United Nations Special Committee on Palestine – UNSCOP). 31 sierpnia 1947 Specjalny Komitet zakończył prace nad raportem. Raport w swoich wnioskach końcowych nie był jednoznaczny. Raport większościowy (popierany przez większość członków komisji – Australia, Kanada, Czechosłowacja, Gwatemala, Holandia, Peru, Szwecja i Urugwaj) zalecał utworzenie dwóch niezależnych państw żydowskiego i arabskiego, połączonych unią gospodarczą. Jerozolima wraz z przyległym obszarem miała pozostać pod nadzorem międzynarodowym. Raport mniejszościowy (popierany przez mniejszość członków komisji – Indie, Iran i Jugosławia) zalecał utworzenie federacji żydowsko-arabskiej ze stolicą w Jerozolimie. Federacja miała opierać się na modelu Konstytucji Stanów Zjednoczonych. 8 września 1947 na swoim dorocznym spotkaniu zebrało się Zgromadzenie Ogólne ONZ, które przyjęło raport Specjalnego Komitetu do Spraw Palestyny. W wyniku rozbieżności zdań Zgromadzenie Ogólne powołało 23 września Komitet Ad Hoc do Spraw Problemu Palestyńskiego, w skład którego weszli przedstawiciele wszystkich krajów członkowskich Organizacji Narodów Zjednoczonych. Utworzono dwie podkomisje, które zajęły się analizą obu propozycji Specjalnego Komitetu do Spraw Palestyny. 25 listopada 1947 Komitet Ad Hoc oficjalnie zaakceptował projekt podziału Palestyny. Za głosowało dwadzieścia pięć państw, przeciw trzynaście, a wstrzymało się od głosu siedemnaście.
29 listopada 1947 przyjęto rezolucję Zgromadzenia Ogólnego ONZ nr 181 w sprawie rozwiązania konfliktu arabsko-żydowskiego w Palestynie, poprzez utworzenie dwóch państw: arabskiego i żydowskiego. Oba państwa miały składać się z trzech głównych części, które miały być połączone eksterytorialnymi skrzyżowaniami.
- Państwo żydowskie otrzymało 14 257 km² (56% terytorium Palestyny) – (1) równina przybrzeżna rozciągającą się od Hajfy do Rechowot, (2) wschodnia część Galilei z Jeziorem Tyberiadzkim oraz (3) pustynia Negew z dostępem do Morza Czerwonego. Większość jego terytorium stanowiła nienadająca się do celów rolniczych pustynia Negew. Również w obrębie państwa żydowskiego znalazły się arabskie enklawy miast Jafy i Beer Szewy. Ludność wynosiła 905 tys. osób, w tym 498 tys. Żydów (55%) i 407 tys. Arabów (45%)[15]
- Państwo arabskie otrzymało 11 664 km² (42% terytorium Palestyny) – (1) zachodnia część Galilei z Akką, (2) Samaria i Judea oraz (3) równina przybrzeżna na południe od Aszdod ze Strefą Gazy i częścią pustyni wzdłuż granicy z Egiptem. Ludność wynosiła 735 tys. osób, w tym 725 tys. Arabów (99%) i 10 tys. Żydów (1%)[15].

Przywódcy społeczności żydowskiej zaakceptowali plan podziału Palestyny, jednak Arabowie odrzucili go, twierdząc, że narusza ona prawa większości mieszkańców Palestyny. W rezultacie 30 listopada 1947 doszło do pierwszego aktu przemocy, który został uznany za pierwszy akt wojny domowej w Mandacie Palestyny. Przebieg walk skłaniał przywódców sąsiednich państw arabskich do podjęcia decyzji o przeprowadzeniu interwencji zbrojnej, brakowało jednak wśród nich jednomyślności. Już w lutym 1948 na spotkaniu Komitetu Politycznego Ligi Arabskiej podjęto decyzję o udzieleniu wszechstronnej pomocy dla palestyńskich Arabów. W marcu miała odbyć się narada szefów sztabów, na której wojskowi mieli przedstawić zestawienie sił i środków potrzebnych do opanowania terytorium całej Palestyny. Plan ten stopniowo ewoluował, aż w maju 1948 przybrał postać planu Damaszek. Strona żydowska zdawała sobie sprawę z zagrożenia, jednak brytyjski Mandat Palestyny miał wygasnąć 15 maja. Aby wyprzedzić ten termin, żydowscy przywódcy z Dawidem Ben Gurionem zdecydowali się ogłosić 14 maja 1948 Deklarację Niepodległości Izraela (15 maja przypadał szabat).

## Przygotowania Deklaracji
Po przyjęciu rezolucji Zgromadzenia Ogólnego nr 181, Agencja Żydowska wyznaczyła Komitet Polityczny do przeanalizowania konsekwencji prawnych dla perspektyw utworzenia państwa żydowskiego w Palestynie. Raport przedstawiony przez Abbę Ebana wskazał, że Rezolucja ONZ nr 181 umożliwia rozpoczęcie prac nad deklaracją niepodległości i przyszłą konstytucją państwa żydowskiego. Rezolucja ściśle określała różne organa prawne z którymi należało współpracować, oraz uściślała jakie zapisy powinny znaleźć się w deklaracji. Pierwszy projekt deklaracji został przygotowany przez Cewiego Berensona, który był radcą prawnym centrali związków zawodowych Histadrut. Poprawiona druga wersja była autorstwa trzech prawników: A. Behama, A. Hintzheimera i Z. Bakera. Wersja ta została zatwierdzona przez komitet, w skład którego wchodzili: Dawid Remez, Pinchas Rosen, Chajjim Mosze Szapira, Mosze Szaret i Aharon Zisling. W skład drugiego komitetu weszli Dawid Ben Gurion, Jehuda Lejb Majmon, Mosze Szaret i Aharon Zisling. Wypracowali oni ostateczny tekst deklaracji.
12 maja 1948 do dyskusji nad ogłoszeniem Deklaracji Niepodległości zostało zwołane Zgromadzenie Narodowe (hebr. ‏מנהלת העם‎, Minhelet Haam). Na obrady do Tel Awiwu nie dotarli trzej członkowie – Jehuda Lejb Majmon i Izaak Grünbaum utknęli w oblężonej Jerozolimie, a Izaak Meir Lewin był w Stanach Zjednoczonych. Obrady rozpoczęły się o godz. 13:45 i zakończyły się po północy. Ostatecznie w głosowaniu sześciu z dziesięciu członków poparło propozycję ogłoszenia niepodległości państwa Izrael. Za wnioskiem głosowali: Dawid Ben Gurion, Mosze Szaret, Perec Bernstein, Chajjim Mosze Szapira, Mordechaj Bentow i Aharon Zisling. Przeciw głosowali: Eli’ezer Kaplan, Dawid Remez, Pinchas Rosen i Bechor-Szalom Szitrit. Były przewodniczący Światowej Organizacji Syjonistycznej, Chaim Weizman (przyszły pierwszy prezydent Izraela) poparł decyzję. Miał wówczas podobno zapytać: „Na co oni czekają, idioci?”.

Następnie projekt tekstu Deklaracji Niepodległości przedłożono do zatwierdzenia na posiedzeniu Rady Narodowej (hebr. ‏מועצת העם‎, Moetzet Haam). Spotkanie rozpoczęło się 14 maja 1948 w budynku Żydowskiego Funduszu Narodowego w Tel Awiwie o godzinie 13:50, a zakończyło się o godzinie 15:00. Podczas obrad doszło do sporu nad kwestiami granic i religii przyszłego państwa. W kwestii granic, oryginalny projekt mówił, że granice zostały ustalone przez rezolucję ONZ nr 181. Takiemu sformułowaniu sprzeciwili się Dawid Ben Gurion i Aharon Zisling. Ben Gurion powiedział: 
„Przyjęliśmy rezolucję ONZ, ale Arabowie nie. Oni przygotowują się do wojny z nami. Jeśli mamy ich pokonać i zdobyć Zachodnią Galileę lub terytorium po obu stronach drogi do Jerozolimy, tereny te staną się częścią naszego państwa. Dlaczego mamy zobowiązywać się do przyjęcia granic, których Arabowie w żadnym wypadku nie przyjmują?”.
Postanowiono usunąć z tekstu deklaracji fragment mówiący o wyznaczeniu granic państwowych. Rewizjoniści domagali się zapisania wyrażenia „w jego historycznych granicach”, tak aby otworzyć drogę do ustanowienia państwa Izrael po obu stronach rzeki Jordan (w 1921 z części terytorium Mandatu Palestyny utworzono Emirat Transjordanii). Propozycja ta została odrzucona. Drugi poważny spór dotyczył włączenia słowa „Bóg” do ostatniej sekcji deklaracji, z wykorzystaniem zwrotu „i pokładając ufność we Wszechmogącym.” Dwóch rabinów, Chajjim Mosze Szapira i Jehuda Lejb Majmon, opowiadali się za włączeniem tych słów, natomiast przedstawiciel świeckiej części społeczeństwa, Aharon Zisling był temu zdecydowanie przeciwny. W końcu znaleziono kompromisowe rozwiązanie i użyto słowa „z całą ufnością w Opoce Izraela”. Pomimo toczących się tych i innych mniejszych sporów, w jednomyślnym głosowaniu przyjęto ostateczny tekst deklaracji.

## Ceremonia podpisania Deklaracji

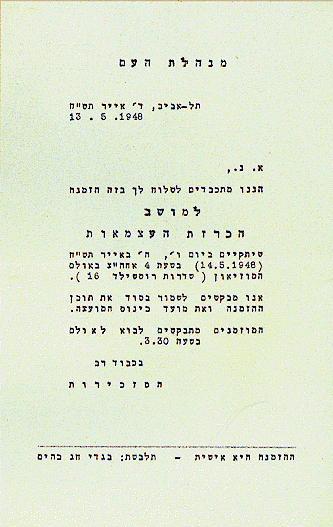
Zaproszenie na ceremonię ogłoszenia Deklaracji Niepodległości Izraela

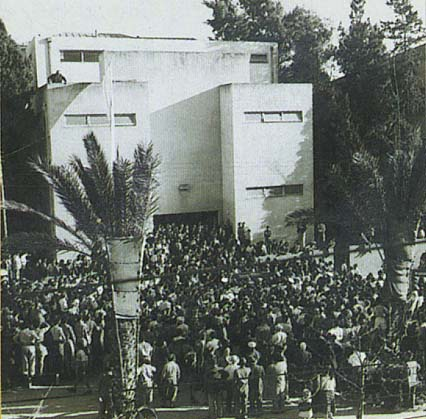
Tłum zgromadzony przed Domem Dizengoffa w Tel Awiwie w oczekiwaniu na podpisanie Deklaracji Niepodległości Izraela

Ceremonia proklamacji niepodległości państwa Izrael miała odbyć się w Domu Dizengoffa (w pomieszczeniu współcześnie nazywanym Salą Niepodległości) w Tel Awiwie. Cała uroczystość nie była szeroko nagłaśniana, ponieważ obawiano się, że brytyjskie władze mandatowe mogłyby usiłować nie dopuścić do proklamacji niepodległości albo celowo ją opóźniać. Rankiem 14 maja 1948 rozesłano przez posłańców zaproszenia. Ceremonia miała rozpocząć się planowo o godzinie 15:30, a odbiorców zaproszeń proszono o utrzymanie wszystkiego w tajemnicy. Czas dobrano w ten sposób, aby uroczystość mogła zakończyć się przed rozpoczęciem szabatu.
Tekst Deklaracji Niepodległości znajdował się w budynku Narodowego Funduszu Żydowskiego, gdzie pół godziny wcześniej został zatwierdzony przez Radę Narodową. Ze’ew Szerf, który pozostał w budynku, zapomniał zorganizować sobie transport. Ostatecznie musiał on poprosić przypadkowego kierowcę o podwiezienie (jechali pożyczonym samochodem bez licencji). Samochód został zatrzymany przez policjanta za przekroczenie prędkości, jednak mandat nie został wystawiony, ponieważ policjant zrozumiał okoliczności sytuacji. Ze’ev Szerf dotarł do Domu Dizengoffa o godzinie 15:59.
O godzinie 16:00 uroczystość rozpoczął Dawid Ben Gurion. Zgromadzonych około 250 osób spontanicznie odśpiewało hymn „Hatikwa”, który stał się hymnem państwowym Izraela. Na ścianie wisiał portret Theodora Herzla (twórcy syjonizmu) oraz flagi Izraela. Następnie Ben Gurion odczytał pełny tekst Deklaracji Niepodległości, głoszącej ustanowienie niepodległego państwa Izrael. Przemówienie trwało 16 minut, po czym Ben Gurion poprosił rabina Jehudę Leiba Majmona o odmówienie błogosławieństwa Sze-hechejanu (hebr. ‏שהחינו‎). Potem sygnatariusze złożyli swoje podpisy pod dokumentem. Jako pierwszy swój podpis złożył Dawid Ben Gurion. Następnie miała być podpisana przez trzydziestu siedmiu członków Rady Narodowej, jednak dwunastu członków nie mogło uczestniczyć w uroczystości – jedenastu było uwięzionych w oblężonej Jerozolimie, a jeden znajdował się za granicą. Pozostałych dwudziestu pięciu złożyło swoje podpisy w kolejności alfabetycznej. Gdy ostatni sygnatariusz złożył swój podpis na dokumencie, publiczność wstała, a Izraelska Orkiestra Filharmoniczna zagrała hymn „Hatikwa”. Całość uroczystości zakończył Dawid Ben Gurion słynnymi słowami: „Państwo Izrael powstało. Uroczystość jest zakończona”.
Cała ceremonia została zarejestrowana i była transmitowana na żywo przez rozgłośnię radiową Kol Israel.

## Po uroczystości
Natychmiast po zakończeniu uroczystości powołano Tymczasową Radę Państwa (hebr. ‏מועצת המדינה הזמנית‎, Moecet Ha-Medina Ha-Zmanit), a organ wykonawczy nazwano Rządem Tymczasowym (hebr. ‏הממשלה הזמנית‎, Ha-Memszala Ha-Zmanit). Przewodniczącym Tymczasowej Rady Państwa został Chaim Weizman, a premierem rządu Dawid Ben Gurion. Sprawowali oni swoje tymczasowe obowiązki do czasu pierwszych wyborów parlamentarnych, które odbyły się 25 stycznia 1949. Na pierwszym posiedzeniu Tymczasowej Rady Stanu Chaim Weizman podsumował znaczenie odrodzenia się państwa Izrael:
„Jest to wielki dzień w naszych dziejach. Niech nie będzie nam to poczytane za przejaw pychy, jeśli powiemy, że jest to również wielki dzień w dziejach świata. Odrodzenie państwa żydowskiego to efekt walki w słusznej sprawie. Jeśli my, cierpiący i nieszczęśliwy naród, zubożały i sponiewierany, otrzymaliśmy przywilej świętowania tej okazji, to istnieje nadzieja dla wszystkich, którzy dążą do sprawiedliwości”.
Rankiem 15 maja 1948 rozpoczęła się I wojna izraelsko-arabska. W jej rezultacie Izrael zachował swoją niezależność i powiększył swój obszar o prawie 50% w porównaniu do pierwotnego planu ONZ podziału Palestyny. Wielu z sygnatariuszy Deklaracji Niepodległości Izraela odegrało w następnych latach znaczącą rolę w izraelskiej polityce.
W 11 minut po ogłoszeniu Deklaracji Niepodległości nowe państwo zostało oficjalnie uznane osobiście przez amerykańskiego prezydenta Harry’ego Trumana, a następnie przez Iran, Gwatemalę, Nikaraguę i Urugwaj. 17 maja 1948 istnienie Izraela uznał Związek Socjalistycznych Republik Radzieckich oraz Polska, Czechosłowacja, Jugosławia, Irlandia i Południowa Afryka. 11 maja 1949 Państwo Izrael zostało przyjęte do Organizacji Narodów Zjednoczonych. Kandydaturę Izraela poparł wówczas ZSRR.